# Solza
Solza es una localidad italiana situada en la provincia de Bérgamo, en la Lombardía. En la actualidad cuenta con una población de 1429 habitantes. En Solza nació Bartolomeo Colleoni, y en ella se conservan aún restos del castillo que perteneció a su familia.

## Historia
Los primeros asentamientos estables de cierto tamaño presentes en el término municipal se remontan a la época romana, cuando en las inmediaciones se localizaba una importante vía de comunicación, utilizada tanto en el ámbito militar como en el comercial.
En los siglos que precedieron a la caída de Roma, el territorio fue absorbido por los francos en el Sacro Imperio Romano Germánico, cuyos gobernantes instauraron el feudalismo.
Se cree que el topónimo se originó en esos años y puede derivar directamente de la familia Solza, de linaje germánico y descendiente del emperador. Otras teorías, menos acreditadas, quisieran derivar el nombre de solsa y solsole, indicando un territorio con presencia de aguas con un alto grado de salinidad.
Sin embargo, el primer documento que certifique con certeza la existencia del pueblo se localiza en 1068, cuando Solza, mencionada como castrum, fue confiada inicialmente a la gestión del obispo de Bérgamo.
Posteriormente, se vio afectado por las luchas entre las facciones güelfas y gibelinas, que se extendieron por toda la provincia de Bérgamo.
Hubo numerosos ataques externos, principalmente debido a la proximidad a la fortaleza de Trezzo sull'Adda. En este sentido, fue impresionante la devastación llevada a cabo por Bernabò Visconti en 1377, que también afectó al cercano pueblo de Medolago, matando a sesenta personas y provocando un incendio de grandes proporciones, en el que también fue destruida la iglesia parroquial de San Giorgio. A consecuencia de ello, se construyeron numerosas fortificaciones defensivas en el territorio municipal, incluido un castillo, propiedad de la familia Colleoni.
La localidad volvió a la tranquilidad a partir de 1427 cuando, junto con el resto de la provincia de Bérgamo, fue puesta bajo el dominio de la República de Venecia, que dictó una serie de medidas encaminadas a mejorar la situación social y económica. Además, el pueblo fue nuevamente enfeudado por la Serenissima a la familia Colleoni, que mantuvo allí su residencia durante mucho tiempo.
A partir de ese momento hubo pocos hechos reseñables para la villa, que siguió la suerte del resto de la provincia, pasando a ser parte de la República Cisalpina en 1797, al Reino Lombardo-Véneto en 1815, y finalmente al recién nacido Reino de Italia en 1859.
Esta autonomía fue revocada en 1927 cuando se fusionó con el cercano municipio de Medolago, formando el municipio de Riviera d'Adda, con cabecera municipal en la localidad. Desde 1970 los dos pueblos recuperaron la autonomía.

## Puntos de interés
El lugar más importante de Solza es el castillo de la familia Colleoni, probablemente edificado entre los siglos X y XI. 
En el mismo nació el famoso condotiero Bartolomeo Colleoni, tal y como indica una placa en el interior de la fortaleza. Utilizado durante mucho tiempo como casa rural, en los últimos años ha sido intervenido para llevar a cabo su restauración.
Actualmente su uso está destinado a biblioteca, además de un centro para ancianos, una cafetería y una sala de exposiciones.

## Evolución demográfica
| Gráfica de evolución demográfica de Solza entre 1861 y 2001 |
|                                                             |
| Fuente ISTAT - elaboración gráfica de Wikipedia             |